# Pedro Alberto Demicheli Lizaso
Pedro Alberto Demicheli Lizaso (Rocha, 7 d'agost de 1896 - Montevideo, 12 d'octubre de 1980), fou un advocat, historiador, periodista, escriptor i polític uruguaià. Dictador el 1976.

## Biografia
Nascut a Rocha, de jove es trasllada a Montevideo per estudiar advocacia. Allà coneix la seva futura esposa, Sofia Álvarez Vignoli qui també estudiava advocacia. Després de completar els estudis, es casen i tenen dos fills: Julio Alberto Demicheli Álvarez i María Adelina Demicheli Álvarez.
Es va afiliar al Partit Colorado, sent elegit en temps de democràcia com a senador, i més tard com a ministre.
Després del cop d'estat del 27 de juny de 1973, les Forces Armades dissolen el Parlament, el qual és reemplaçat per un Consell d'Estat. La presidència del Poder Executiu roman, tanmateix, a les mans de qui fins llavors havia estat president constitucional Juan María Bordaberry.
Les desavinences entre Bordaberry i els militars van generar la crisi política de juny de 1976, que va culminar amb la remoció del president i la designació interina d'Alberto Demicheli (pertanyent al Partit Colorado) per ocupar la primera magistratura.
Demicheli, que fins llavors havia exercit la presidència del Consell d'Estat, assumeix la presidència de la República el 12 de juliol, i com primeres mesures del seu govern, va procedir a firmar les Actes Institucionals 1 i 2, per les quals suspenia "pronunciament fins i tot nou" la convocatòria a eleccions generals (previstes per a novembre d'aquell mateix any) i es creava el "Consell de la Nació".

### Últims anys
Quant al que es refereix a la política econòmica, Demicheli va ratificar el Pla Nacional de Desenvolupament creat el 1972 durant el govern de Bordaberry. La política econòmica aplicada procurava una reformulació radical de les bases del funcionament econòmic del país, una nova aliança entre els militars i la tecnoburocràcia, encaminades a la transformació de les estructures productives del comerç exterior, de la distribució de l'ingrés, de la demanda i dels preus relatius, en un marc d'àmplia liberalització i obertura de l'economia.
Finalment, l'1 de setembre del mateix any, Demicheli delega la presidència a Aparicio Méndez (Ex Ministre de Salut Pública), qui assumeix per un període de cinc anys.
Els seus llibres de dret van ser durant molts anys texts d'estudi i consulta a la Facultat de Dret.